# Washinomiya-jinja

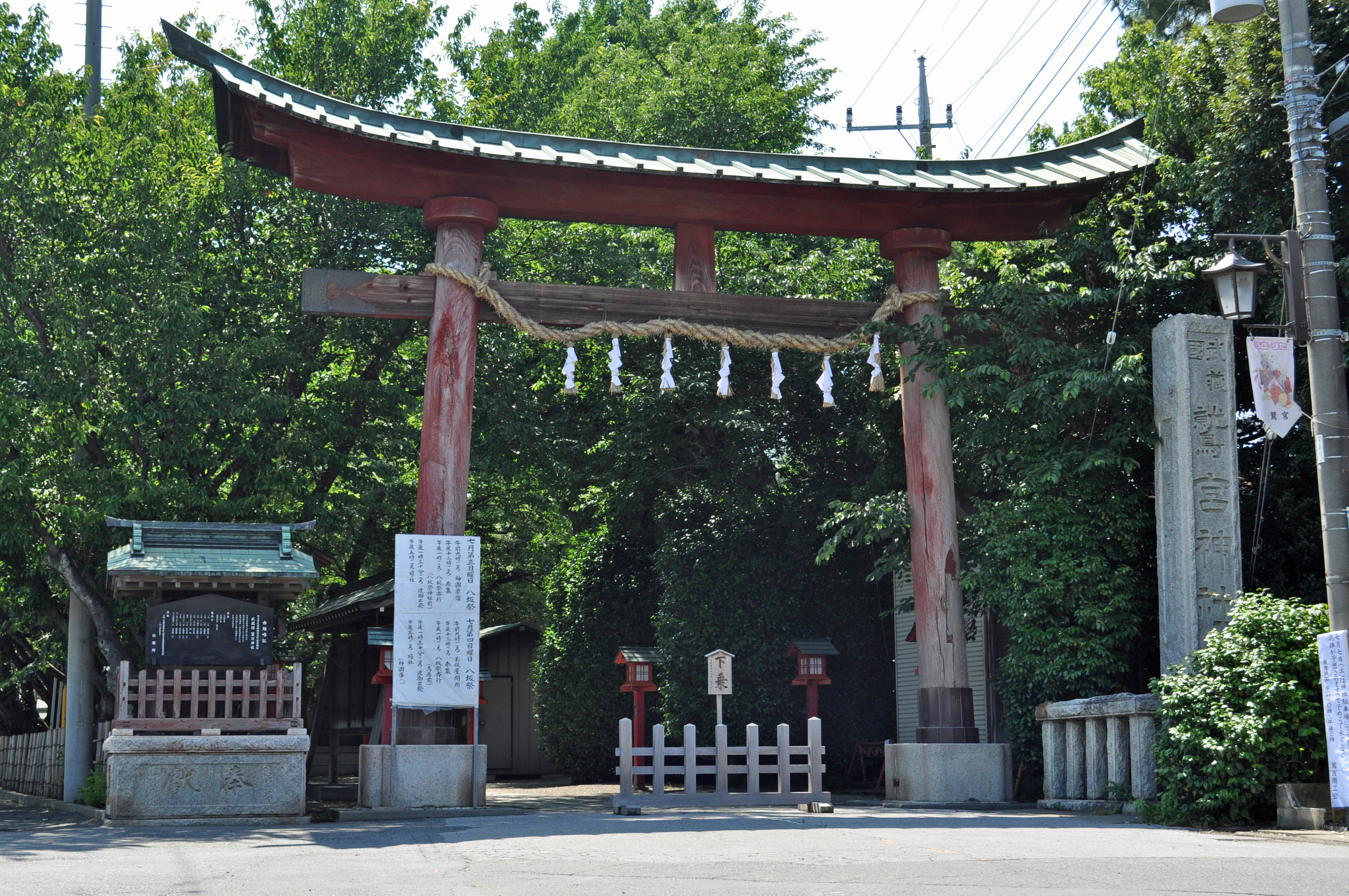
Torii du sanctuaire Washinomiya.

Le Washinomiya-jinja (鷲宮神社) est un des plus anciens sanctuaires shinto de la région de Kantō, situé à Kuki, préfecture de Saitama (anciennement Washimiya), au Japon.

## Histoire
La plus ancienne mention du sanctuaire se trouve dans l'Azuma Kagami, document historique officiel du shogunat Kamakura. Il bénéficie du patronage de la famille impériale et même du shogun Tokugawa Ieyasu. Diverses manifestations d'art populaire et des spectacles d'art, dont le matsuri (festival) Saibara-kagura y sont organisés. Sa danse traditionnelle transmise de génération en génération est désignée « bien culturel populaire intangible national ». Le sanctuaire abrite aussi plusieurs reliques anciennes.
À la nouvelle saison, le sanctuaire ne reçoit pas moins de 100 000 visiteurs.